# Кунинський
Кунинський, Дівна — річка в Україні, у межах Жовківського району Львівської області. 
Права притока Білої (басейн Західного Бугу).

## Опис
Довжина річки 10 км, площа басейну 27 км². Річище слабо звивисте, переважно каналізоване і випрямлене. 

## Розташування
Витоки розташовані між селами Магерів та Велике Передмістя, при північно-східних схилах Розточчя. Річка протікає у межах Надбужанської котловини. Тече спершу на схід, далі — переважно на північний схід. Впадає до Білої у західній частині села Добросина.